# I Wanna Be Sedated
I Wanna Be Sedated è una delle canzoni più conosciute del gruppo punk Ramones.
È stata pubblicata nell'album del 1978 della band, Road to Ruin.
La canzone risulta alla posizione numero 144 nella lista delle 500 migliori canzoni di tutti i tempi secondo Rolling Stone.
È presente anche alla posizione numero 75 della classifica di VH1 sulle "100 migliori canzoni degli ultimi 25 anni".

## Storia
La canzone narra della fatica dell'essere sempre in tour.

## Formazione
- Joey Ramone - voce
- Johnny Ramone - chitarra
- Dee Dee Ramone - basso
- Marky Ramone - batteria

## Video
Il video del 1988 (girato circa dieci anni dopo la pubblicazione originaria per promuovere la raccolta Ramones Mania) mostra i Ramones seduti attorno ad un tavolo con Johnny e Dee Dee che leggono delle riviste, Joey che canta la canzone e Marky che fa colazione. Inizialmente sono da soli, poi vengono circondati da molte persone, creando caos, continuando a restare impassibili. Verso la fine del video questa folla si allontana e la band rimane da sola.
Nella folla è presente una giovane Courtney Love.

## Cover
- Gli Offspring l'hanno reinterpretata nell'album tributo ai Ramones We're a Happy Family[7].
- È presente nell'album di cover di Dee Dee Ramone Greatest & Latest in una versione cantata da lui[8].
- I moe hanno reinterpretato questa canzone nel loro album live Warts and All[9].
- I The Bones hanno reinterpretato questa canzone nel loro album Partners in Crime Vol. 1 con Lou Koller dei Sick of It All e Roger Miret degli Agnostic Front[10].
- I Donut Kings hanno reinterpretato questa canzone nel 1999 nell'album Faplunk cambiando le parole per farla sembrare una canzone natalizia[11].
- I The Adicts hanno reinterpretato questa traccia tra le bonus track del loro album Sound of Music[12].
- Nel 2004 Enrico Ruggeri ha inserito una sua versione del pezzo nell'album Punk prima di te.

## I Wanna Be Sedatednella cultura di massa
- La canzone è presente nella colonna sonora del film del 1980 Times Square[13].
- È presente nel film del 1996 Carpool[14].
- È presente nel film del 1999 Detroit Rock City[15].
- Gli Offspring suonarono la canzone nel ballo di fine anno del film horror del 1999 Giovani diavoli[16].
- La canzone è nella colonna sonora del videogioco di autovetture per PlayStation 2 e Xbox del 2004 Burnout 3: Takedown
- È suonabile nel videogioco del 2005 per PlayStation 2 Guitar Hero[17].
- È presente nel trailer ufficiale del film del 2019 Spider-Man: Far from Home[18].